# (3790) Raywilson
(3790) Raywilson (1937 UE) – planetoida z pasa głównego asteroid okrążająca Słońce w ciągu 5,61 lat w średniej odległości 3,16 j.a. Odkrył ją Karl Wilhelm Reinmuth 26 października 1937 roku.